# Tony Jeffries
Tony Jeffries (ur. 2 marca 1985 w Sunderland) – brytyjski pięściarz, brązowy medalista olimpijski.
Jest Anglikiem i występuje na ringu w wadze półciężkiej. Zdobywca brązowego medalu w igrzyskach olimpijskich w 2008 roku w Pekinie. 
Trzykrotny medalista mistrzostw Unii Europejskiej w boksie. Zdobywca srebrnego medalu w 2008 roku i dwukrotnie brązowego (2004, 2005).
Od lutego 2009 roku walczy na profesjonalnym ringu. Do końca 2011 roku stoczył 10 walk z których 9 wygrał a 1 zremisował - z polskim bokserem Michałem Bańbułą.